# Dicranophragma (Dicranophragma) remotum
Dicranophragma (Dicranophragma) remotum is een tweevleugelige uit de familie steltmuggen (Limoniidae). De soort komt voor in het Oriëntaals gebied.